# 세인트크로이섬

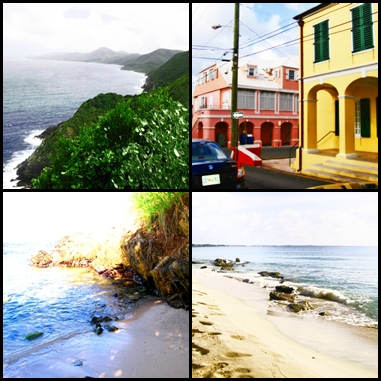
세인트크로이 섬

세인트크로이 섬의 깃발

세인트토머스 섬의 문장

세인트크로이섬(영어: Saint Croix, 스페인어: Santa Cruz 산타크루스[*]), 프랑스어: Saint-Croix 생크루아[*])은 미국령 버진아일랜드의 섬으로, 버진아일랜드 내에서 가장 크고 가장 남쪽에 있는 섬이다. 섬의 최고봉인 이글 산(355m)이 있지만, 세인트토마스와 세인트존과 달리 기복은 적다. 면적은 214 km2, 인구는 2010년 기준 50,601명으로, 가장 큰 도시이자 중심지는 크리스천스테드다.

## 역사

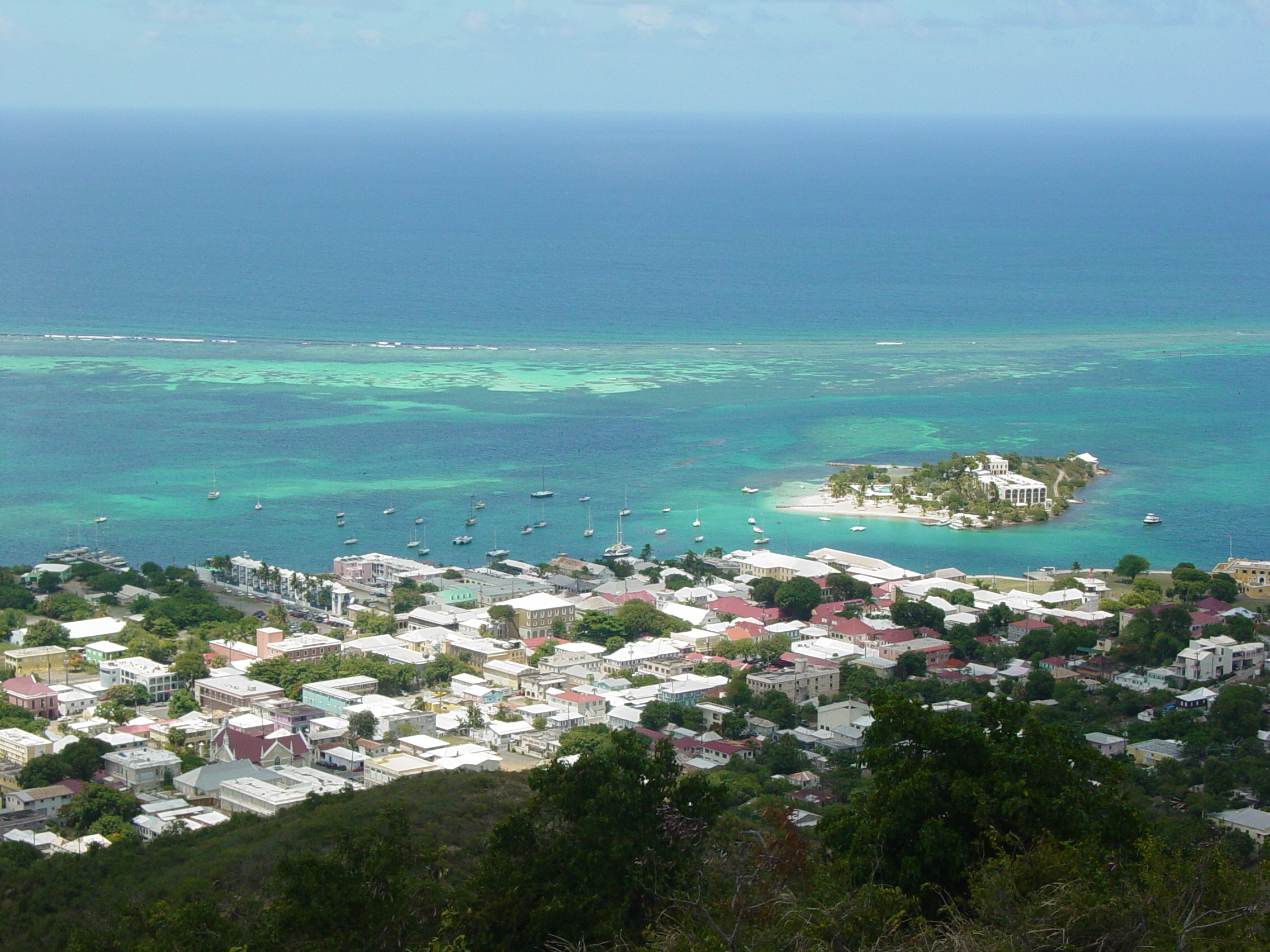
크리스챤스테드

1493년에 크리스토퍼 콜럼버스에 의해 발견된 후 ‘산타크루스’라고 명명하고 섬에 상륙했다. 1625년에 영국과 프랑스에서 이주민이 섬에 왔지만, 1733년 6월 13일에 프랑스가 덴마크 서인도 회사에 판매를 하여, 덴마크 식민지가 되었다. 그후 200년간 이 지역은 덴마크 서인도 제도로 알려져 왔다. 1917년 미국이 2500만 달러의 금으로 세인트토마스와 세인트존을 함께 사서 미국령이 되었다. 국민투표에서 64.2%의 덴마크계 섬 주민들이 판매를 찬성하는 투표를 했다.
섬에는 덴마크 식민지 시대의 건축물이 많이 남아있고, 중심부의 크리스천스테드와 또 다른 도시 프레드릭테드 등이 있다. 18세기의 요새와 럼주 공장, 사탕수수 농장 등의 부지도 있다.
세인트 크로이 섬은 실업률이 높고, 세인트 토마스와 세인트 존보다 경제 격차가 벌어지고 있기 때문에 자신의 미국 자치령을 바라는 목소리가 최근 있었고, 2005년 2월 세인트 크로이 섬은 세인트 토마스와 세인트 존의 두 섬에서 세인트 크로이 섬을 미국령 버진아일랜드의 행정 구역에서 분리하라는 도민  7,000여명의 서명을 받아 미국 의회에 제출했다.